# ISO 3166-2:TD
ISO 3166-2:TD — стандарт Международной организации по стандартизации, который определяет геокоды. Является подмножеством стандарта ISO 3166-2, относящимся к Чаду. Стандарт охватывает 22 региона. Каждый код состоит из двух частей: кода Alpha2 по стандарту ISO 3166-1 для Чада — TD и двухбуквенного кода, записанных через дефис. Дополнительный двухбуквенный код образован созвучно названию, аббревиатурой названия региона. Геокоды регионов Чада являются подмножеством кодов домена верхнего уровня — TD, присвоенного Чаду в соответствии со стандартами ISO 3166-1.

## Геокоды административно-территориальное деления Чада

Геокоды регионов Чада по стандарту ISO 3166-2:TD

Геокоды 23 регионов административно-территориального деления Чада.
| Код   | Административная единица |        |
| ----- | ------------------------ | ------ |
| TD-BA | Батха                    | регион |
| TD-BG | Бахр-эль-Газаль          | регион |
| TD-BO | Борку                    | регион |
| TD-OD | Ваддай                   | регион |
| TD-WF | Вади-Фера                | регион |
| TD-ME | Восточное Майо-Кеби      | регион |
| TD-LR | Восточный Логон          | регион |
| TD-EE | Восточный Эннеди         | регион |
| TD-GR | Гера                     | регион |
| TD-MO | Западное Майо-Кеби       | регион |
| TD-LO | Западный Логон           | регион |
| TD-LO | Западный Эннеди          | регион |
| TD-KA | Канем                    | регион |
| TD-LC | Лак                      | регион |
| TD-MA | Мандуль                  | регион |
| TD-ND | Нджамена                 | регион |
| TD-SA | Саламат                  | регион |
| TD-SI | Сила                     | регион |
| TD-MC | Среднее Шари             | регион |
| TD-TA | Танджиле                 | регион |
| TD-TI | Тибести                  | регион |
| TD-HL | Хаджер-Ламис             | регион |
| TD-CB | Шари-Багирми             | регион |

## Геокоды пограничных Чаду государств
- Нигер — ISO 3166-2:NE (на западе),
- Нигерия — ISO 3166-2:NG (на западе),
- Камерун — ISO 3166-2:CM (а западе),
- Центральноафриканской Республикой (ISO 3166-2:CF (на юге),
- Судан — ISO 3166-2:SD (на востоке),
- Ливия — ISO 3166-2:LY (на севере).